# Saison 2020 de l'équipe cycliste Total Direct Énergie
La saison 2020 de l'équipe cycliste Direct Énergie est la vingt-et-unième de cette équipe.

## Préparation de la saison 2020

### Sponsors et financement de l'équipe
Le principal sponsor de l'équipe est Direct Énergie. Le conseil départemental de la Vendée continue à soutenir l'équipe, ainsi que Harmonie mutuelle et Akéna Vérandas.

### Arrivées et départs
| Arrivées           | Équipe 2019              |
| ------------------ | ------------------------ |
| Leonardo Bonifazio | Sangemini-MG.Kvis-Vega   |
| Jérémy Cabot       | SCO Dijon                |
| Valentin Ferron    | Vendée U                 |
| Marlon Gaillard    | Vendée U                 |
| Florian Maitre     | Vendée U                 |
| Lorrenzo Manzin    | Vital Concept-B&B Hotels |
| Julien Simon       | Cofidis                  |
| Geoffrey Soupe     | Cofidis                  |
| Dries Van Gestel   | Sport Vlaanderen-Baloise |

| Départs          | Équipe 2020  |
| ---------------- | ------------ |
| Thomas Boudat    | Arkéa-Samsic |
| Yohann Gène      | Retraite     |
| Axel Journiaux   | Retraite     |
| Bryan Nauleau    | Retraite     |
| Alexandre Pichot | Retraite     |
| Perrig Quéméneur | Retraite     |
| Angélo Tulik     | Retraite     |

## Effectif
| Effectif 2020                    | Effectif 2020     | Effectif 2020 | Effectif 2020                               |
| Cycliste                         | Date de naissance | Pays          | Équipe précédente                           |
| -------------------------------- | ----------------- | ------------- | ------------------------------------------- |
| Leonardo Bonifazio               | 20 mars 1991      | Italie        | U.C. Trevigiani Energiapura Marchiol (2019) |
| Niccolò Bonifazio                | 29 octobre 1993   | Italie        | Bahrain-Merida (2018)                       |
| Mathieu Burgaudeau               | 17 novembre 1998  | France        | Vendée U Pays de la Loire (2018)            |
| Jérémy Cabot                     | 24 juillet 1991   | France        | SCO Dijon (2019)                            |
| Lilian Calmejane                 | 6 décembre 1992   | France        | Vendée U (2015)                             |
| Romain Cardis                    | 12 août 1992      | France        | Vendée U (2015)                             |
| Jérôme Cousin                    | 5 juin 1989       | France        | Cofidis, Solutions Crédits (2017)           |
| Marlon Gaillard                  | 9 mai 1996        | France        | Vendée U Pays de la Loire (2019)            |
| Damien Gaudin                    | 20 août 1986      | France        | Armée de terre (2017)                       |
| Fabien Grellier                  | 31 octobre 1994   | France        | Vendée U (2015)                             |
| Jonathan Hivert                  | 23 mars 1985      | France        | Fortuneo-Vital Concept (2016)               |
| Pim Ligthart                     | 16 juin 1988      | Pays-Bas      | Roompot-Nederlandse Loterij (2018)          |
| Florian Maitre                   | 3 septembre 1996  | France        | Vendée U Pays de la Loire (2019)            |
| Lorrenzo Manzin                  | 26 juillet 1994   | France        | Vital Concept-B&B Hotels (2019)             |
| Paul Ourselin                    | 13 avril 1994     | France        | Vendée U Pays de la Loire (2016)            |
| Adrien Petit                     | 26 septembre 1990 | France        | Cofidis, Solutions Crédits (2015)           |
| Simon Sellier                    | 4 janvier 1995    | France        | Vendée U Pays de la Loire (2017)            |
| Romain Sicard                    | 1 janvier 1988    | France        | Euskaltel Euskadi (2013)                    |
| Julien Simon                     | 4 octobre 1985    | France        | Cofidis, Solutions Crédits (2019)           |
| Geoffrey Soupe                   | 22 mars 1988      | France        | Cofidis, Solutions Crédits (2019)           |
| Rein Taaramäe                    | 24 avril 1987     | Estonie       | Katusha-Alpecin (2017)                      |
| Niki Terpstra                    | 18 mai 1984       | Pays-Bas      | Quick-Step Floors (2018)                    |
| Anthony Turgis                   | 16 mai 1994       | France        | Cofidis, Solutions Crédits (2018)           |
| Dries Van Gestel                 | 30 septembre 1994 | Belgique      | Sport Vlaanderen-Baloise (2019)             |
| Valentin Ferron (1 août–31 déc.) | 8 février 1998    | France        | Vendée U Pays de la Loire (2019)            |
|                                  |                   |               |                                             |
| Source : ProCyclingStats         |                   |               |                                             |

- Stagiaires

À partir du 1er août 2020
| Cycliste    | Date de naissance | Nationalité | Équipe 2020 |  |
| ----------- | ----------------- | ----------- | ----------- |  |
| Théo Menant | 27 octobre 1997   | France      | Vendée U    |  |

## Bilan de la saison

### Victoires

#### Sur route
| Date    | Course                             | Pays            | Classe | Vainqueur         |
| ------- | ---------------------------------- | --------------- | ------ | ----------------- |
| 26 jan. | 7e étape du Tropicale Amissa Bongo | Gabon           | 2.1    | Lorenzo Manzin    |
| 05 fév. | 2e étape du Tour d'Arabie saoudite | Arabie saoudite | 2.1    | Niccolò Bonifazio |
| 12 mars | 5e étape de Paris-Nice             | France          | 2.UWT  | Niccolò Bonifazio |

### Résultats sur les courses majeures
Les tableaux suivants représentent les résultats de l'équipe dans les principales courses du calendrier international dans lesquelles l'équipe bénéficie d'une invitation (les cinq classiques majeures et les trois grands tours). Pour chaque épreuve est indiqué le meilleur coureur de l'équipe, son classement ainsi que les accessits glanés par Direct Énergie sur les courses de trois semaines.